# موزع الصابون

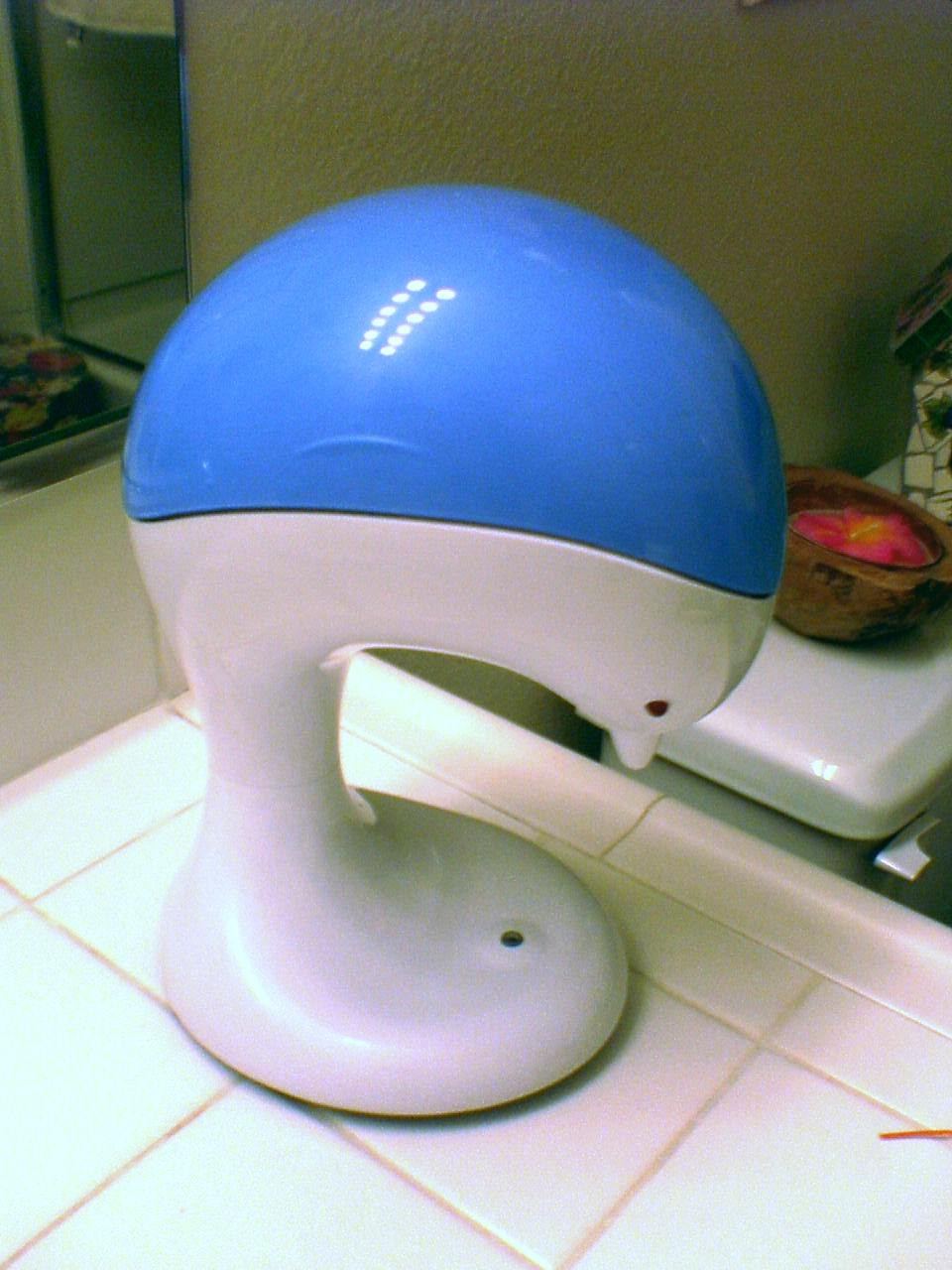
موزع الصابون أتوماتيكي.

مُوَزِّع الصَابُوْن هو الجهاز يعطي كمية من الصابون عندما يتم الضغط على الزر الموجود فيه. يمكن تشغيله يدويًا من خلال مقبض، أو يمكن أن يكون إتوماتيكي. وغالبًا ما توجد موزعات الصابون في المراحيض العامة.